# 莫什 (布拉干萨)
莫什是葡萄牙布拉干萨区的一个堂区。总面积11.46平方公里，总人口194人，人口密度16.9人/平方公里。

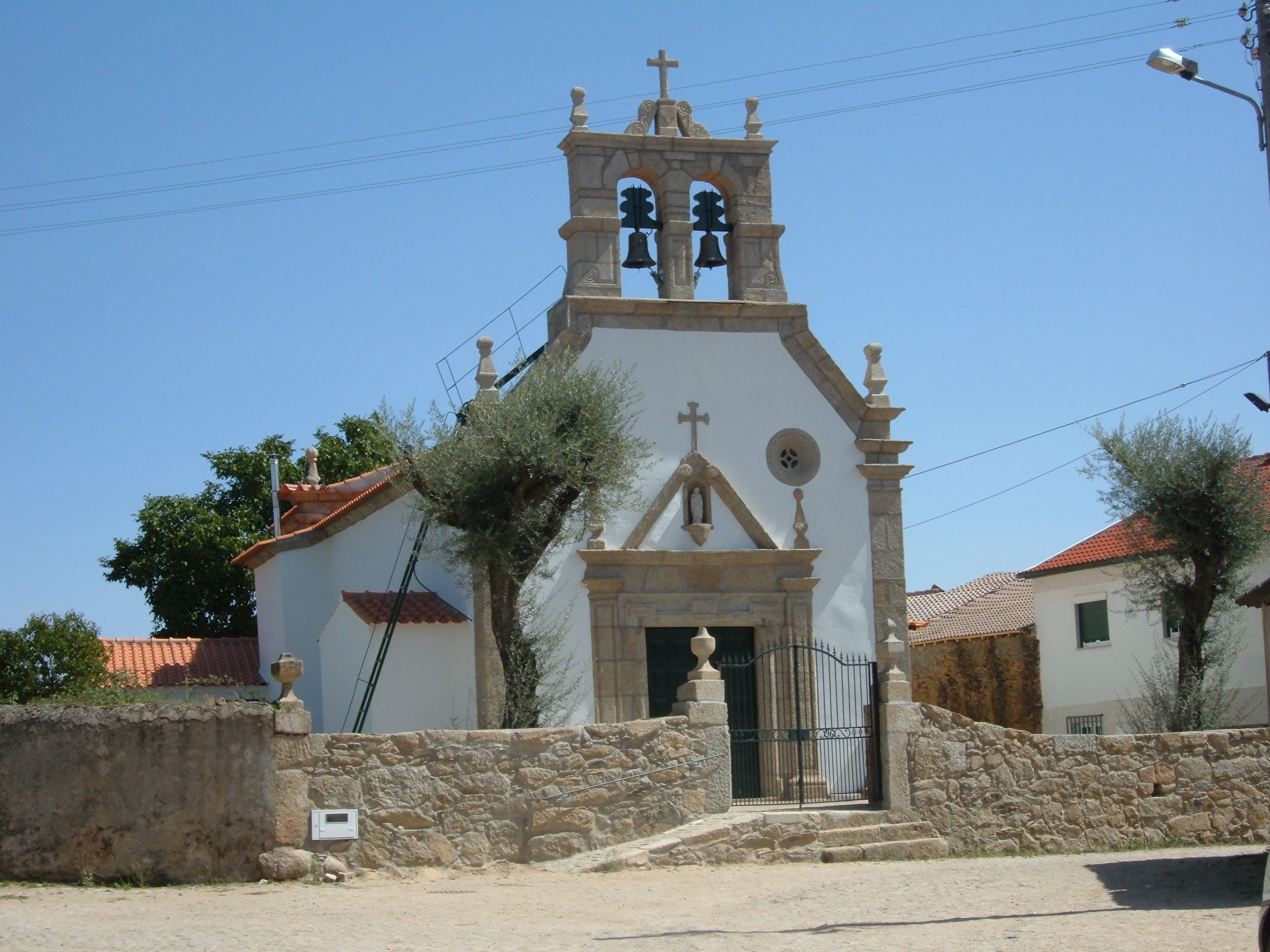